# Made In Chelsea
Made In Chelsea é um reality show britânico do canal Channel 4 que documenta a vida de jovens de classe alta que vivem no distrito de Chelsea, em Londres. O reality show começou a ser exibido em 09 de maio de 2011. 
Made in Chelsea, segue a risca o manual The Hills  de como fazer TV, focando na galera aristocrática e rica do centro de Londres, especificamente em Chelsea, o distrito mais caro da capital inglesa. O programa se mantém no topo dos mais vistos da TV fechada e é enorme sucesso entre os jovens britânicos. O curioso é que, diferente dos EUA, o Reino Unido tem um orgão regulamentador de mídia muito forte e  para evitar problemas, Made in Chelsea começa com um aviso de que "as pessoas nesse programa são reais mas algumas histórias e enredos podem ter sido fabricadas para seu entretenimento".
Stephanie Pratt de The Hills  entrou no reality e alavancou a audiência do programa.

## Elenco original
- Spencer Matthews
- Binky Felstead
- Rosie Fortescue
- Mark-Francis Vandelli
- Francesca Hull
- millie mackintosh